# Dave Raun
Dave Raun   (San Francisco, 7 de juny de 1970) és un bateria estatunidenc conegut per ser membre del grup de hardcore melòdic californià Lagwagon. També forma part del supergrup de versions de punk rock Me First and the Gimme Gimmes.
Raun va començar la seva carrera entre mitjans i finals de la dècada del 1980 tocant la bateria en nombrosos grups abans d'unir-se a Rich Kids a LSD el 1992. Raun es va incorporar a Lagwagon el 1996, substituint el bateria original Derrick Plourde. Posteriorment ha tocat amb Good Riddance, Hot Water Music i Black President.